# Аибга (племя)
Аибга — одна из этнографических групп абхазов, исчезнувшая после Русско-Кавказской войны.

## Общие сведения
До начала их истребления и мухаджирства, то есть до 1864 года, племя Аибга проживало в высокогорном селе Аибга и четырёх соседних аулах, точные названия которых не сохранилось (примерно — Маршания, Вахох, Тлабог и Кота).
По свидетельству Ф.Ф. Торнау (1835—1838 года), население села Аибга насчитывало до 180 семей.
Ф. Ф. Торнау также сообщал, что Аибга — абхазское племя, входящее в общество Медовеи (Медовеевцы), которые славилось старинными садами (некоторым плодовым деревьям по нескольку сотен лет), а также высокогорным медом.
Во время Русско-Кавказской войны племя Аибга было практически полностью истреблено 2-м отрядом карательных войск. Не имея в наличии огнестрельного оружия, мужское население было полностью истреблено. Женщины и дети были вынуждены покинуть родовое село и обосноваться на территории нынешнего абхазского села Отхара.
В настоящее время потомки Аибга проживают на территории Абхазии, носят фамилию Айба (абх. Аиба) и говорят на абхазском языке.
Село Отхара было названо в честь старейшей из оставшейся в живых аибговцев, Отхары. Именно она была старейшиной племени на время перехода Аибга.